# Vườn quốc gia biển Makenke
Công viên hải dương Makenke là một khu bảo tồn nằm ở tỉnh Santa Cruz, Argentina. Nó nằm ở trung tâm của bờ biển Santa Cruz, tiếp giáp với thành phố Puerto San Julián.
Được thành lập theo đạo Luật số 26.817 vào ngày 13 tháng 12 năm 2012, vườn quốc gia có diện tích 71.271 ha. Vườn quốc gia được thành lập nhằm bảo vệ cảnh quan tự nhiên và văn hóa cùng môi trường sống khu vực biển và ven biển. Đây là nơi cư trú lớn nhất tại Argentina của loài Cốc xám cùng sự có mặt của Sư tử biển Nam Mỹ, Voi biển và cá voi đầu bò phương nam. Biển còn là môi trường sống của số lượng lớn Mực ống và Cá tuyết. Về các loài chim, ngoài Cốc xám thì vườn quốc gia còn có sự góp mặt của Hải âu và Chim cánh cụt.